# Klasky Csupo
Klasky Csupo es una compañía de producción de entretenimiento multimedia con sede en Los Ángeles, California, fundada en 1983 por la productora artística Arlene Klasky y el animador Gábor Csupó. Es conocida por producir la serie Rugrats y tener el nombre de la compañía con mezcla de apellidos.

## Historia
Klasky-Csupo comenzó su andadura en 1982 en una habitación de un apartamento en Los Ángeles dónde vivían Klasky y Csupo cuando estaban casados.
El primer gran trabajo de Klasky-Csupo fue en 1989, cuando se convirtieron en la casa de animación de las primeras tres temporadas de Los Simpson (antes de que Film Roman tomara el relevo en 1992). Klasky-Csupo ya había producido a los pilotos animados de Los Simpson que se incluían como sketches en El show de Tracey Ullman. Klasky-Csupo es también responsable del gazapo en el episodio La odisea de Homer, en el que aparece un Waylon Smithers afrodescendiente, por un error de coloreado. En 1992, Gracie Films cambió la producción nacional de Los Simpson a Film Roman. "Gracie Films le preguntó a Csupó si podían traer a su propio productor [para supervisar la producción de animación]", pero este se negó, afirmando que "querían decirme cómo administrar mi negocio". Sharon Bernstein de Los Angeles Times escribió que "los ejecutivos de Gracie no estaban contentos con el productor que Csupo había asignado a Los Simpson y dijeron que la compañía también esperaba obtener mejores salarios y condiciones de trabajo para los animadores en Film Roman". De las 110 personas que empleó para animar Los Simpson, Csupó despidió a 75.
En 1991, Klasky-Csupo empezó a producir Rugrats, una serie de dibujos para la cadena Nickelodeon. Esta serie conseguiría convertirse en la tarjeta de presentación de la compañía. Su próxima gran serie fue Duckman para USA Network. La serie se retransmitió desde 1994 hasta 1997, y se centraba en un pato llamado Eric Duckman.
En 1993 Klasky Csupo, Inc. Se abre la división de comerciales. En el primer año solicita y gana campañas para Coca-Cola, Taco Bell, Oscar Mayer, Kraft, 1-800-Collect y bocetos animados de "Spy Vs. Antonio Prohias". Spy "para" Mad TV".
Durante ese mismo momento Nickelodeon lanzó la segunda serie de Nicktoons de Klasky-Csupo, Aaahh Monstruos de Verdad!. Durante este tiempo Klasky-Csupo acabó la producción de Rugrats, aunque el equipo produjo tres nuevos especiales de la serie entre 1995 y 1996. Los especiales tuvieron tanto éxito que la serie retomó su producción en 1997.  Al mismo tiempo, comenzó a producir la serie Los Thornberrys para Nickelodeon. Está fue premiada en 1998 y giraba en torno a una chica que podía hablar con los animales.
A finales de los años 1990 y principios de siguiente década, empezó produciendo las nuevas series Rocket Power, Ginger, Rugrats Crecidos, Santo Bugito y Stressed Eric.
Klasky-Csupo también produjo varios proyectos en la publicidad comercial y una serie de videos (Las Aventuras de Ronald McDonald) para la cadena de comida rápida de McDonald's. 
En 2004, cerró la producción en la mayoría de sus programas, incluido Rugrats, excepto los nuevos pilotos que habían creado. 
En abril de 2011, Ka-Chew!, la división comercial de Klasky Csupo, fue absorbida por 6 Point Media.
En 2008, Nickelodeon terminó su asociación de varios años con Klasky Csupo y cesaron la producción de sus programas, lo que provocó que la compañía quedara inactiva durante cuatro años. En 2012, la compañía reabrió y comenzó la producción de una nueva versión animada por CGI de Rugrats, que se estrenó el 27 de mayo de 2021 en Paramount+, el servicio de transmisión de la empresa matriz de Nickelodeon, Paramount Global.

## Logotipo
El logo de Klasky Csupo constaba de una pantalla de televisión con ruido de tono violeta claro, que era cubierta con lo que parecía pintura negra en el centro y pintura azul oscura alrededor. Inmediatamente después de aparecer dicha pintura, una mano de alguien pasaba por la pantalla y dejaba un par de ojos azules y una boca con pintura de labios rojo hechos con papel sobre un rectángulo amarillo formando una imagen parecida a un robot, que recitaban las palabras "Klasky Csupo" llamado Splaat, se llevó a cabo un Macintosh utilizando un síntesis de voz robótica de MacInTalk llamado "Boing". Al mismo tiempo que estas palabras eran dichas, las letras que las conformaban salían de la boca, formándose en orden en la pantalla y con la letra "Y" en color púrpura. Para finalizar, el fondo se volvía negro quedando solo las palabras "KLaSKY CSUPO" (como aparece en pantalla), y escuchándose un sonido parecido a cuando alguien tartamudea, un pato graznando y el sonido de un resorte descompuesto. El anterior a ese logo mostraba la palabra KlaSKY CSUPO siendo dibujada con gente traansformándose en partes del logo, y para finalizar el logo se mostraba y se volvía púrpura la Y y el resto de las letras, negro.

## Pilotos
En otoño de 2006, Klasky Csupo anunció el desarrollo de 14 nuevos pilotos animados, los cuales son:
- Ace Bogart, Space Ape
- Big Babies
- Commander Bunsworth
- Ronnie Biddles
- Chicken Town
- Grampa and Julie, Shark Hunters
- Sugarless
- Zeek and Leo
- Wiener Squad
- Rollin' Rock Starz
- Twinkle
- Ricky Z
- Junkyard Teddies
- Little Freaks

## Producciones

### Series
| Título                           | Duración de la serie | Creado por                                                              | Producido por                                                                 |
| -------------------------------- | -------------------- | ----------------------------------------------------------------------- | ----------------------------------------------------------------------------- |
| Los Simpson                      | 1987–1992            | Matt Groening                                                           | Gracie Films 20th Century Fox Television                                      |
| Rugrats                          | 1991–1994 1997-2004  | Arlene Klasky Gábor Csupó Paul Germain                                  | Nickelodeon                                                                   |
| Aaahh Monstruos de Verdad!       | 1994–1997            | Gábor Csupó Peter Gaffney                                               | Nickelodeon                                                                   |
| Duckman                          | 1994–1997            | Everett Peck                                                            | Paramount                                                                     |
| MADtv (Spy vs. Spy)              | 1995-2009            | Fax Bahr Adam Small                                                     | QDe Warner Bros                                                               |
| Santo Bugito                     | 1995–1996            | Arlene Klasky Gábor Csupó                                               | Klasky Csupo                                                                  |
| Jumanji                          | 1996-1999            | Everett Peck                                                            | Columbia TriStar Television, Adelaide Productions y Bohbot Kids Network (BKN) |
| Las Aventuras de Ronald McDonald | 1998–2003            |                                                                         | Klasky Csupo                                                                  |
| Los Thornberrys                  | 1998–2004            | Arlene Klasky Gábor Csupó Steve Peppon David Silverman Stephen Sustaric | Nickelodeon                                                                   |
| Stressed Eric                    | 1998–2000            | Absolutely Productions                                                  | Absolutely Productions BBC                                                    |
| Rocket Power                     | 1999–2004            | Arlene Klasky Gábor Csupó                                               | Nickelodeon                                                                   |
| What's Inside Heidi's Head?      | 1999                 | Nancye Ferguson Mark Mothersbaugh                                       | Nickelodeon                                                                   |
| Ginger                           | 2000–2003            | Emily Kapnek                                                            | Nickelodeon                                                                   |
| Rugrats Crecidos                 | 2003–2008            | Arlene Klasky Gábor Csupó                                               | Nickelodeon                                                                   |
| Rugrats                          | 2021-presente        | Arlene Klasky Gábor Csupó Paul Germain                                  | Paramount+                                                                    |

### Películas
| Año  | Película                             | Fecha de lanzamiento    | Directores                     |
| ---- | ------------------------------------ | ----------------------- | ------------------------------ |
| 1998 | The Rugrats Movie                    | 20 de noviembre de 1998 | Igor Kovalyov y Norton Virgien |
| 2000 | Rugrats en París: La película        | 17 de noviembre de 2000 | StigBergqvist y Paul Demeyer   |
| 2002 | Los Thornberrys: La película         | 20 de diciembre de 2002 | CathyMalkasian y Jeff McGrath  |
| 2003 | Rugrats: Vacaciones salvajes         | 13 de junio de 2003     | John Eng y Norton Virgien      |
| 2008 | Immigrantes (a.k.a. L.A. Dolce Vita) | 30 de octubre de 2008   | Gábor Csupó                    |